# Elecciones estatales de Michoacán de 1989
Las elecciones estatales de Michoacán de 1989 se realizaron el domingo 2 de julio de 1989 y en ellas se renovaron los siguientes cargos de elección popular del estado mexicano de Michoacán:
- 24 diputados del Congreso del Estado. Dieciocho electos por mayoría relativa y seis designados mediante representación proporcional para integrar la LXV Legislatura.
- 113 ayuntamientos. Integrados por un presidente municipal y un grupo de regidores, electos para un periodo de tres años no reelegibles para el periodo inmediato.

## Resultados

### Congreso estatal
|  | 40.65 % |

|  | 36.17 % |

|  | 6.68 % |

|  | 3.41 % |

|  | 2.65 % |

|  | 10.41 % |

|  | 100 % |

### Ayuntamientos
|  | 41.07 % |

|  | 40.53 % |

|  | 10.06 % |

|  | 1.48 % |

|  | 1.14 % |

|  | 0.33 % |

|  | 94.64 % |

|  | 5.36 % |